# Епитафи Губеревчанима, борцима Јаворског рата
Епитафи Губеревчанима, борцима Јаворског рата уклесани на старим надгробним споменицима и кенотафима представљају драгоцена историјска сведочанства о учесницима Српско-турских ратова вођеним од 1876. до 1878. године.
Кенотафи - „споменици над празним гробом” подизани су ратницима сахрањеним на бојиштима или незнано где. У Србији ова пракса започиње подизањем обележја учесницима Првог и Другог српског устанка, а свој пуни замах добија након Балканских и Првог светског рата, када су кенотафи подизани не само крај путева − тзв. крајпуташи, већ и у црквеним портама и на сеоским гробљима, о чему сведочи епитаф: 
Ево мој спомен вође
али није моје тело вође
већ сам га оставијо на положају
на бојној линији.
Другу групу представљају надгробни споменици некадашњим учесницима који су преживели ратове 1876−78, а чије је учешће у ратовима посебно истицано.

## Борци пали у ратовима 1876-1878.
Крајпуташ Танасију Плазини (†1876) (Губеревци)
Овај споменик показује
ТАНАСИЈА ПЛАЗИНУ
из Губереваца
Бившег воиника народне воиске
кои поживи 21 Г.
А погибе на Ступскои чесми
20 Јулија 1876 год.
Оваи споменик подигоше му
браћа Здравко и Светозар.

Крајпуташ Ненаду Плазини (†1876) (Губеревци)
Приђи ближе мили србски роде
куда иташ, постои мало овде
да разумеш спомен оваи
кои показуе воиника
1-ог Батаљона 4-те чете
НЕНАДА
сина Илие Плазине
из Губереваца
коие за владе књаза Милана Обреновића IV
12 августа 1876 г. у рату погинуо.
И бог да му душу прости.
Оваи спомен подигоше му
братучед Димитрије
и супруга Станика.

Кенотаф Ракети Ракићевићу (†1876) (Губеревци – Ракићевића гробље)
Оваи знак показује краброг Србина
РАКЕТУ РАКИЋЕВИЋА
из Губереваца
бившег воиника I класе народње воиске
I батаљона I чете
кои часно поживи 30 год.
а на Шиљеговцу у селу Здравињу
30 септембра 1876 год.
за отечество борећи се
од Турака погибе.
Бог да му душу прости.
Оваи му спомен подиже
његова жена Разуменка са синовима.

## Борци преживели ратове 1876-1878.
Споменик Максиму Стјепановићу (†1898) (Губеревци – Страњанчевића/Горње Кнежевића гробље)
У овом мрачном гробу
почивају земни остатци
МАКСИМА СТЈЕПАНОВИЋА
ковача и житеља Горачког
бив[ши] каплар у војсци ратног времена
кои поживи 46 г.
а престави се 19 марта 1898 год.
Бог да му душу прости.
Овај му знак подиже
верна супруга Роса
15 јуна 1898 год.

Споменик Димитрију Плазини (†1901) (Губеревци – Плазинића гробље)
У овом мрачном гробу
почивају земни остатци
ДИМИТРИЈА ПЛАЗИНЕ
из Губереваца
војник ратног времена 1876. и 7. и 8. год.
Кои частно поживи 53 г.
А престависе 7 јануара 1901. год.
Бог да му душу прости.
Овај спомен подигоше
његови синови Радојко и Мијат.

Споменик Јанићију Радосављевићу (†1923) (Губеревци – Страњанчевића/Горње Кнежевића гробље)
Овде почива тело пок.
ЈАНИЋИЈА РАДОСАВЉЕВИЋА
из Горачића
који као часан и поштован грађанин
ратник старог турског рата 1876 и 1877 Г.
Поживи свог живота 92 г.
и умро 1923 год. 3 јуна.
Бог да му душу прости.
Овај споменик подиже
сна Катарина
и његов благодарни унук Рајко.

Споменик Тодору Ракићевићу (†1923) (Губеревци – Ракићевића гробље)
Овде почива ратник
ТОДОР РАКИЋЕВИЋ
из Губереваца
био у рату турском
за владе књаза Милана Обреновића IV
у 1875-1877 Г.
Рођен 1840
умро 9 децембра 1923 г.
Спомен подиже Миљко.

Споменик Авраму Ћендићу (†1933) (Губеревци – Ћендића гробље)
У овом мрачном гробу
вечни сан борави
АВРАМ ЋЕНДИЋ
из Губереваца
дугогодишњи кмет
и председник општине Горачке
и ратовао је с Турцима 1876-7-8 Г.
Одликован сребрним орденом
и унапређен у чин мајора.
Поживи у грађанству
као добар домаћин 84 г.
Умре 24 новембра 1933 г.
Бог да му душу прости (...)